# Bjorsåte Station
Bjorsåte Station (Bjorsåte holdeplass) var en jernbanestation på Numedalsbanen, der lå ved Bjorsåte i Rollag kommune i Norge.
Stationen åbnede som trinbræt 1. januar 1972. Trafikken på strækningen mellem Rollag og Rødberg, hvor stationen ligger, blev indstillet 1. januar 1989, hvorved stationen blev nedlagt.